# Teotitlán de Flores Magón
Teotitlánde Flores Magón là một đô thị thuộc bang Oaxaca, México. Năm 2005, dân số của đô thị này là 8675 người.